# Nimbochromis livingstonii
Cá hoàng đế Livingston (Danh pháp khoa học: Nimbochromis livingstonii) là một loài cá trong họ Cichlidae thuộc chi Nimbochromis. Con đực có màu xanh sẫm hoặc trắng sứ làm nền, bên trên là các khoang tròn màu nâu sẫm hoặc đen. Cá ở tự nhiên sống ở khe đá, đào hang để sinh con. Loài ali này săn các loại sinh vật nhỏ bằng cách giả vờ là cục đá hoặc giả vờ chết để rình mồi. Chúng tự chôn mình dưới cát hoặc nền sỏi, hoặc bên cạnh các cục đá lớn và giữ mình ở trạng thái bất động. Màu trắng sứ trên thân của chúng hấp dẫn các loài sinh vật nhỏ và khi các loài khác đến chúng sẽ chộp lấy con mồi.